# Бутаково (Сахалинская область)
Бутаково — упразднённый посёлок в Александровск-Сахалинском районе Сахалинской области России. На момент упразднения входил в состав Михайловского сельсовета. Исключен из учётных данных в 1962 году.

## География
Село находилось в центре района, на правом берегу реки Большая Александровка в месте впадения в неё Людвиговой пади, на расстоянии приблизительно в 14 км (по прямой) к югу от села Михайловка.

## История
Русское старожильческое село основано в 1886 году. На карте 1910 года значиться брошенным. В переписи 1926 года не учтено.
По данным на 1937 год населённый пункт — Будаково входил в состав Михайловского сельсовета Александровского района.
Упразднен решением Сахалинского облисполкома от 29.12.1962 № 502.

## Население
По данным на 1937 год в населенном пункте проживало 4 человека.